# Waidhofen (Bajorország)
Waidhofen település Németországban, azon belül Bajorországban. Lakosainak száma 2282 fő (2023. december 31.).

## Népesség
A település népessége az elmúlt években az alábbi módon változott:
| Lakosok száma | 1560 | 1573 | 2182 | 2211 | 2219 | 2246 | 2259 | 2282 | 2296 | 2282 |
|               | 1970 | 1975 | 2011 | 2012 | 2014 | 2015 | 2017 | 2019 | 2022 | 2023 |

## A település részei1
| Nr. | településrész | Típus     | Fő   | Lakás | Épület | Határ (Gemarkung) |
| --- | ------------- | --------- | ---- | ----- | ------ | ----------------- |
| 001 | Waidhofen     | Pfarrdorf | 905  | 306   | 260    | Waidhofen         |
| 002 | Altenburg     | Einöde    | 5    | 1     | 1      | Diepoltshofen     |
| 003 | Ammersberg    | Einöde    | 9    | 2     | 2      | Diepoltshofen     |
| 004 | Diepoltshofen | Dorf      | 155  | 42    | 39     | Diepoltshofen     |
| 005 | Gröbern 2)    | Dorf      | 72   | 19    | 18     | Wangen            |
| 006 | Haid a. Rain  | Einöde    | 9    | 3     | 2      | Wangen            |
| 007 | Kaifeck 2)    | Einöde    | 10   | 3     | 2      | Wangen            |
| 008 | Laag          | Weiler    | 19   | 5     | 3      | Wangen            |
| 009 | Mergertsmühle | Einöde    | 5    | 2     | 2      | Wangen            |
| 010 | Rachelsbach   | Dorf      | 183  | 56    | 48     | Diepoltshofen     |
| 011 | Schenkenau    | Kirchdorf | 53   | 23    | 19     | Waidhofen         |
| 012 | Schenkengrub  | Einöde    | 8    | 2     | 2      | Waidhofen         |
| 013 | Seelhof       | Einöde    | 3    | 1     | 1      | Waidhofen         |
| 014 | Stadel        | Weiler    | 19   | 6     | 6      | Waidhofen         |
| 015 | Waizenried    | Dorf      | 49   | 13    | 13     | Diepoltshofen     |
| 016 | Wangen        | Dorf      | 160  | 46    | 45     | Wangen            |
| 017 | Westerbach    | Dorf      | 49   | 13    | 13     | Diepoltshofen     |
|     | Waidhofen     | Gemeinde  | 1711 | 543   | 476    |                   |

1)  1987. május 25-én

2) Hinterkaifeck Gröbernhez (nem Kaifeckhez) tartozik